# Dikpootspringspin
De dikpootspringspin (Sibianor aurocinctus) is een spinnensoort in de taxonomische indeling van de springspinnen (Salticidae).
Het dier is geplaatst in het geslacht Sibianor en is daarvan de typesoort. De wetenschappelijke naam werd in 1865 als Heliophanus aurocinctus voor het eerst geldig gepubliceerd door Ohlert.